# Цирконаты
Циркона́ты — группа химических соединений, соли циркониевых кислот (метациркониевой H2ZrO3, пироциркониевой H2Zr3O7, ортоциркониевой H4ZrO4 и других).

## Химические и физические свойства
Тугоплавкие; не растворяются в воде и щелочах.

## Получение
Гексафтороцирконат(IV) олова(II) получают выпариванием смеси растворов фторидов олова(II) и циркония(IV):
{\displaystyle {\mathsf {SnF_{2}+ZrF_{4}\ {\xrightarrow {}}\ SnZrF_{6}}}}

## Применение
Цирконат-титанат свинца широко используется на практике в виде поляризованной пьезокерамики благодаря своим высоким пьезоэлектрическим свойствам. Используется для создания пьезоэлектрических излучателей и в качестве диэлектрика конденсаторов.
Цирконаты используют для получения высокотемпературной керамики и огнеупоров.
Гексафтороцирконат(IV) калия — промежуточный продукт при электролитическом производстве циркония.